# Donji Kneginec
Donji Kneginec es una localidad de Croacia en el municipio de Gornji Kneginec, condado de Varaždin.

## Geografía
Se encuentra a una altitud de 170 m s. n. m. a 81,5 km de la capital nacional, Zagreb.

## Demografía
En el censo 2011, el total de población de la localidad fue de 743 habitantes.
| Gráfica de población de Donji Kneginec 1857-2011                    |
|                                                                     |
| Según los censos de población de la oficina estadística de Croacia. |